# Влодзімеж Завадський
Влодзімеж Ян Завадський (пол. Włodzimierz Jan Zawadzki; нар. 28 вересня 1967, село Поляни, ґміна Вежбиця, Радомський повіт, Мазовецьке воєводство) — польський борець греко-римського стилю, дворазовий срібний та дворазовий бронзовий призер чемпіонатів світу, триразовий чемпіон та бронзовий призер чемпіонатів Європи, чемпіон Олімпійських ігор.

## Біографія
Боротьбою почав займатися з 1980 року в клубі MZKS «Orzel» Вежбиця. Виступав за борцівський клуб «Легія» Варшава. Тренер Болеслав Дубицький.
Після завершення кар'єри борця зайнявся тренерською діяльністю. Серед вихованців — Аркадіуш Кулинич, бронзовий призер чемпіонату світу, бронзовий призер Європейських ігор, учасник Олімпійських ігор.

## Спортивні результати на міжнародних змаганнях

### Виступи на Олімпіадах
| Змагання                                   | Збірна | Вагова категорія                 | Місце  |
| ------------------------------------------ | ------ | -------------------------------- | ------ |
| Боротьба на літніх Олімпійських іграх 1992 | Польща | греко-римська боротьба, до 62 кг | 4      |
| Боротьба на літніх Олімпійських іграх 1996 | Польща | греко-римська боротьба, до 62 кг | Золото |
| Боротьба на літніх Олімпійських іграх 2000 | Польща | греко-римська боротьба, до 63 кг | 19     |
| Боротьба на літніх Олімпійських іграх 2004 | Польща | греко-римська боротьба, до 60 кг | 16     |

### Виступи на Чемпіонатах світу
| Змагання                        | Збірна | Вагова категорія                 | Місце  |
| ------------------------------- | ------ | -------------------------------- | ------ |
| Чемпіонат світу з боротьби 1991 | Польща | греко-римська боротьба, до 62 кг | 8      |
| Чемпіонат світу з боротьби 1993 | Польща | греко-римська боротьба, до 62 кг | 6      |
| Чемпіонат світу з боротьби 1994 | Польща | греко-римська боротьба, до 62 кг | Бронза |
| Чемпіонат світу з боротьби 1995 | Польща | греко-римська боротьба, до 62 кг | Срібло |
| Чемпіонат світу з боротьби 1997 | Польща | греко-римська боротьба, до 63 кг | Бронза |
| Чемпіонат світу з боротьби 1998 | Польща | греко-римська боротьба, до 63 кг | 7      |
| Чемпіонат світу з боротьби 1999 | Польща | греко-римська боротьба, до 63 кг | 9      |
| Чемпіонат світу з боротьби 2001 | Польща | греко-римська боротьба, до 63 кг | 23     |
| Чемпіонат світу з боротьби 2002 | Польща | греко-римська боротьба, до 60 кг | Срібло |
| Чемпіонат світу з боротьби 2003 | Польща | греко-римська боротьба, до 60 кг | 6      |

### Виступи на Чемпіонатах Європи
| Змагання                         | Збірна | Вагова категорія                 | Місце  |
| -------------------------------- | ------ | -------------------------------- | ------ |
| Чемпіонат Європи з боротьби 1991 | Польща | греко-римська боротьба, до 62 кг | Золото |
| Чемпіонат Європи з боротьби 1995 | Польща | греко-римська боротьба, до 62 кг | Золото |
| Чемпіонат Європи з боротьби 1996 | Польща | греко-римська боротьба, до 62 кг | 4      |
| Чемпіонат Європи з боротьби 1999 | Польща | греко-римська боротьба, до 63 кг | Золото |
| Чемпіонат Європи з боротьби 2001 | Польща | греко-римська боротьба, до 63 кг | Бронза |
| Чемпіонат Європи з боротьби 2002 | Польща | греко-римська боротьба, до 66 кг | 11     |

### Виступи на інших змаганнях
| Змагання                                                             | Збірна | Вагова категорія                 | Місце  |
| -------------------------------------------------------------------- | ------ | -------------------------------- | ------ |
| Гран-прі Німеччини з боротьби 1993                                   | Польща | греко-римська боротьба, до 62 кг | Срібло |
| Всесвітні ігри військовослужбовців 1995                              | Польща | греко-римська боротьба, до 62 кг | Срібло |
| Гран-прі Німеччини з боротьби 1995                                   | Польща | греко-римська боротьба, до 62 кг | 5      |
| Тестовий турнір FILA 1998                                            | Польща | греко-римська боротьба, до 63 кг | Золото |
| Олімпійський кваліфікаційний турнір з боротьби 2000 (Фаенца)         | Польща | греко-римська боротьба, до 63 кг | 5      |
| Олімпійський кваліфікаційний турнір з боротьби 2000 (Клермон-Ферран) | Польща | греко-римська боротьба, до 63 кг | Срібло |
| Олімпійський кваліфікаційний турнір з боротьби 2000 (Ташкент)        | Польща | греко-римська боротьба, до 63 кг | Срібло |
| Чемпіонат світу з боротьби серед військовослужбовців 2005            | Польща | греко-римська боротьба, до 66 кг | Срібло |